# Jaslovské Bohunice
Jaslovské Bohunice es un municipio del distrito de Trnava en la región de Trnava, Eslovaquia, con una población estimada a final del año 2024 de 2433 habitantes.
Se encuentra ubicado en el centro de la región, cerca del río Váh (cuenca hidrográfica del Danubio) y de la frontera con la región de Bratislava.

## Demografía
| Año        | 1994 | 2004     | 2014     | 2024     |
| ---------- | ---- | -------- | -------- | -------- |
| Población  | 1656 | 1848     | 2124     | 2433     |
| Diferencia |      | +11,59 % | +14,93 % | +14,54 % |

| Año        | 2023 | 2024    |
| ---------- | ---- | ------- |
| Población  | 2415 | 2433    |
| Diferencia |      | +0,74 % |